# Stafdolken van Melz
De stafdolken van Melz, ook wel hellebaarden van Melz, zijn een depotvondst van zes bronzen stafdolken van ongeveer 70 centimeter uit de vroege bronstijd (2100 v.Chr. - 1950 v.Chr.).
Op 17 augustus 1970 werden de stafdolken gevonden in een venige weide langs de Müritz. Hier lagen ze onder een veenlaag van 1,75 meter. De klingen en staven waren gedemonteerd.

## Symboliek
Waarschijnlijk had het vernielen van de stafdolken een rituele betekenis en waren ze bedoeld als offer aan het veen. Het is onwaarschijnlijk dat de stafdolken gebruikt zijn als wapen. Hiervoor zijn ze te breekbaar. Aangenomen wordt dat ze een symbolische betekenis hadden. Bijvoorbeeld als attribuut van een belangrijk persoon, vergelijkbaar met de latere scepter van een koning of de staf van een bisschop. Op rotstekeningen zijn ook afbeeldingen te zien van mannen die stafdolken vasthouden. De stafdolken waren waardevol, zeldzaam en waarschijnlijk alleen voorbehouden aan machtige personen. Dat er meerdere van bij elkaar zijn gevonden is dus opvallend.

## Herkomst
De stafdolken zijn oorspronkelijk niet afkomstig uit het gebied rond de Müritz, maar vermoedelijk uit het gebied van de Úněticecultuur. Onduidelijk is hoe deze zijn verkregen: handel of oorlogsbuit?